# Panagia, Halkidiki
Panagia este un oraș în Grecia în prefectura Halkidiki.